# Siete y media
Las siete y media es un clásico de los juegos de cartas, muy fácil de jugar y a la vez muy divertido.
Las instrucciones del juego Siete Y Media son las siguientes:
- Uno de los jugadores actúa de banca. Se reparte una carta a cada uno de los demás jugadores y, a continuación, cada uno de los jugadores hace su apuesta.
- El jugador situado a la izquierda de la banca recibe cartas hasta que se planta o la suma del valor de sus cartas es superior a siete y medio. El turno pasa al jugador de su izquierda. Las cartas de cada jugador, excepto una, están descubiertas
- Después de terminar el turno de todos los jugadores llega el turno de la banca. La banca juega con todas sus cartas descubiertas. El turno de la banca termina cuando se planta o se pasa de siete y medio. Si se pasa, ha perdido y debe pagar a los jugadores que se han plantado. Si se planta, la banca gana a todos los que tienen una jugada de valor menor o igual que la suya y pierde con todos los que tienen una jugada de valor superior. La banca paga una cantidad igual al valor de la apuesta a todos los jugadores que han ganado, excepto a las jugadas que han obtenido las 7 y media, que cobran el doble de la cantidad apostada.
- En la siguiente ronda el jugador que actuará de banca será el que está situado a la izquierda de la banca actual.

El juego consiste en obtener siete puntos y medio, o acercarse a ello lo más posible. Las cartas valen tantos puntos como su valor facial, excepto las figuras, que valen medio punto.
Uno de los jugadores ha de actuar de Banca, el cual puede venderla al jugador que desee por la cantidad que crea justa. La banca reparte una carta boca abajo a cada jugador y a sí misma. Cada jugador apuesta y, por turno, puede pedir cartas a la banca, con la condición de que una sola de las que tiene permanezca tapada, de modo que si destapa todas, la banca se la da tapada, y si guarda una boca abajo, la banca le da otra destapada. Se puede plantar en cualquier momento si ha llegado a siete y media, o si está por debajo. Si en su turno un jugador se pasase del siete y medio, debe mostrar todas sus cartas y pierde inmediatamente su apuesta.
Todo jugador que tenga como primera carta una figura (medio punto) y al pedir reciba otra figura, dos figuras, tres figuras (consecutivas), podrá doblarse, triplicarse, cuadruplicarse... hasta recibir una carta que no sea figura. Esto significa que con cada una de las figuras podrá jugar como si fuera un jugador diferente, apostando en cada uno de los juegos de manera independiente.
Cuando todos los jugadores han jugado, le toca el turno a la banca, que descubre su carta y juega, a la vista de todos, hasta plantarse o pasarse. Gana todo aquel que tenga más puntos que la banca, sin pasar de siete y media. El que tiene siete y media, cobra el doble de su apuesta y, en algunos lugares, se convierte en banca. A igualdad de puntos, siempre gana la banca.
Este juego es muy semejante al llamado Blackjack, muy popular en los casinos, que se juega con baraja francesa y cuyas puntuaciones y reglas son algo diferentes.

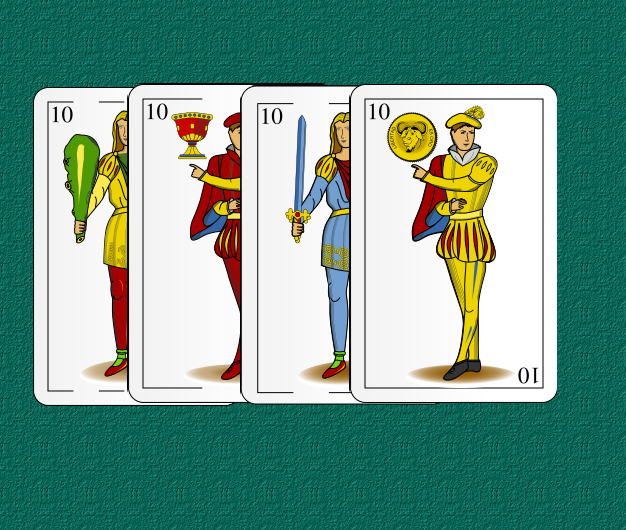
Las sotas son parte de las figuras, que valen medio punto en las siete y media.

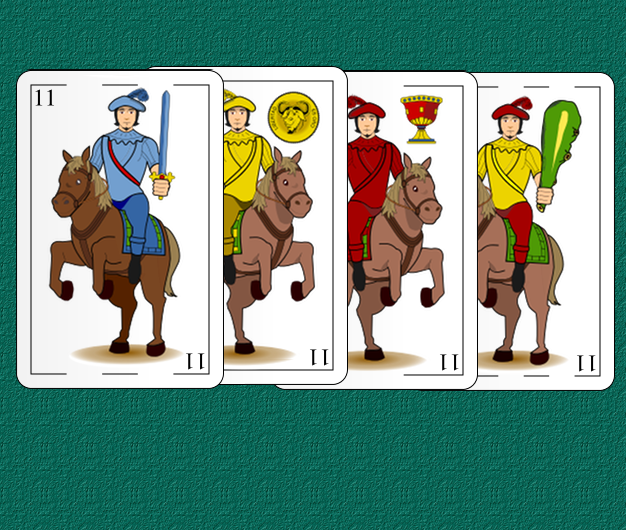
Los caballos son parte de las figuras, que valen medio punto en las siete y media.

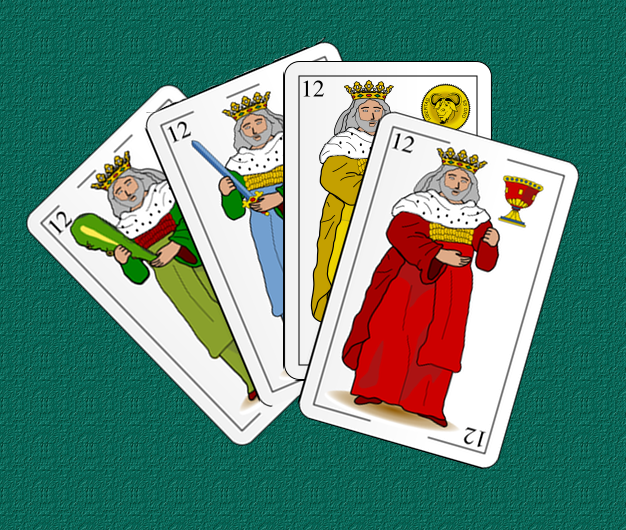
Los reyes son parte de las figuras, que valen medio punto en las siete y media.

## Forma de apostar
La forma más extendida de apuesta, muy común en la zona de Piedrahíta, Salamanca, o Cáceres, es: 

- La "banca" dirá la cuantía de la apuesta antes de empezar a repartir las cartas, de forma que cada jugador apuesta esa cantidad contra ella.
- El jugador que se pase de 7,5 siempre pagará a la banca el importe de la apuesta.
- El jugador que empate con la banca pagará a esta el importe de la apuesta.
- El jugador que obtenga 7,5 recibirá el doble de la apuesta que hizo la banca.
- Cuando la banca saque 7,5 todos pagarán a esta el doble de la apuesta, salvo el jugador que haya sacado 7,5 que pagará 4 veces el importe de la apuesta.
- Cuando la carta repartida es una media y las inmediatamente siguientes sean medias podrá jugar cada una como una apuesta diferente contra la banca. Ejemplo: Me reparten un caballo, pido y es sota, puedo
- La caja puede poner mínimo de apuesta y máximo de apuesta pero si  dice 1 de mínimo no puede decir no acepto 1,30.

elegir jugar dos apuestas. Que vuelvo a pedir y es un rey, puedo decidir jugar tres apuestas así sucesivamente. En cuanto deje de salir una media esa carta es para la primera apuesta, viene un 6 y decido plantarme con 6 y media, pido para la siguiente y viene una media ya tengo 1 en la segunda apuesta, pido y viene un 7 me he pasado en la segunda apuesta y pido carta para la tercera apuesta...
- Datos: Q1035867